# Grand La Serena

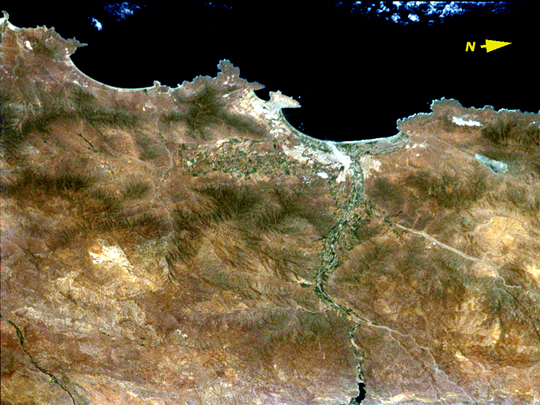
Image par satellite de La Serena-Coquimbo

Le Grand La Serena ou Conurbation La Serena-Coquimbo est une conurbation qui incluent les communes La Serena et Coquimbo de la région de Coquimbo au Chili. Elle est parfois appelée Grand Coquimbo .
Elle possède avec les deux communes, selon le recensement national de 2002, 296 253 habitants. Selon l'INE elle possède, en 2005, 374 122 habitants.
Le Grand La Serena est la quatrième agglomération du Chili en termes de population, après les centres urbains Grand Santiago, Grand Valparaíso et Grand Concepción. Elle a vu sa population augmentée de façon exponentielle ces vingt dernières années en doublant sa population.